# Нікол Кулен
Нікол Кулен (нід. Nicole Koolen, 1 грудня 1972) — нідерландська хокеїстка на траві.
Бронзова призерка Олімпійських Ігор 1996 року.
Чемпіонка Європи 1995 року.
Бронзова призерка Трофею чемпіонів 1997 року.